# Skid Row (álbum)
Skid Row é o álbum de estreia da banda de heavy metal norte-americana Skid Row, lançado em Janeiro de 1989.
O álbum alcançou a posição #6 na tabela Billboard 200 e certificou-se com 5xPlatina pela RIAA. Do álbum foram retirados os singles top 10 "18 and Life" e "I Remember You" e o popular êxito de rock mainstream "Youth Gone Wild."
É o álbum de maior sucesso comercial da banda. Só nos Estados Unidos Skid Row já vendeu cerca de cinco milhões de cópias.

## Recepção Crítica
| Críticas profissionais | Críticas profissionais |
| Avaliações da crítica  | Avaliações da crítica  |
| Fonte                  | Avaliação              |
| ---------------------- | ---------------------- |
| allmusic               | [ 3 ]                  |
| Robert Christgau       | C+ link                |
| Sputnikmusic           | [ 4 ]                  |

O álbum Skid Row recebeu boas críticas. Allmusic disse que o álbum tem "melodias e composições muito consistentes", e deu a pontuação de 4 de um total de 5 estrelas possíveis. A análise do Sputnikmusic, que também deu a pontuação de 4 de um total de 5 estrelas possíveis, disse que Skid Row tem uma "forte impressão de pop, rock e metal que se consegue destacar pelos seus próprios métodos".

## Faixas
Todas as faixas por Rachel Bolan e Dave Sabo, exceto onde anotado.
1. "Big Guns" (Rob Affuso, Bolan, Scotti Hill, Sabo) – 3:36
2. "Sweet Little Sister" – 3:10
3. "Can't Stand the Heartache" (Bolan) – 3:24
4. "Piece of Me" (Bolan) – 2:48
5. "18 and Life" - 3:50
6. "Rattlesnake Shake" – 3:07
7. "Youth Gone Wild" – 3:18
8. "Here I Am" – 3:10
9. "Makin' a Mess" (Sebastian Bach, Bolan, Sabo) – 3:38
10. "I Remember You" – 5:14
11. "Midnight/Tornado" (Matt Fallon, Sabo) – 4:17

## Integrantes
- Sebastian Bach – vocal
- Dave Sabo – guitarra
- Scotti Hill – guitarra
- Rachel Bolan – baixo
- Rob Affuso – bateria

## Desempenho nas paradas musicais
| Parada musical (1989/1990)                | Melhor posição |
| ----------------------------------------- | -------------- |
| Alemanha (Media Control Charts)           | 22             |
| Austrália (ARIA Charts)                   | 12             |
| Estados Unidos (Billboard 200)            | 6              |
| Itália (FIMI)                             | 16             |
| Japão (Oricon)                            | 35             |
| Nova Zelândia (RIANZ)                     | 1              |
| Reino Unido (UK Albums Chart)             | 30             |
| Suécia (Sverigetopplistan)                | 21             |
| Suíça (Schweizer Hitparade)               | 26             |
| Parada musical (1991)                     | Melhor posição |
| Estados Unidos (Billboard Catalog Albums) | 34             |
| Parada musical (2009)                     | Melhor posição |
| Japão (Oricon)                            | 213            |